# PartyGaming
Partypoker.com är ett företag som bedriver spel på Internet. De driver bland anannat pokerrummet PartyPoker.com. År 2005 var företagets vinst ca 6 miljarder dollar.
PartyGaming grundades 1997 av Ruth Parasol och PartyPoker lanserades 2001.  PartyPoker blev snart en av de största pokersajterna på Internet. 2005 börsnoterades företaget på London Stock Exchange. 2006 antog den amerikanska kongressen lagen Unlawful Internet Gambling Enforcement Act och liksom flera andra pokersajter fick det PartyPoker att sluta acceptera amerikanska kunder, vilket ledde till en stor nedgång i aktiekursen och företagets marknadsandel. Fortfarande 2010 är dock företaget det fjärde största nätpokerföretaget.